# Ashi-Guruma

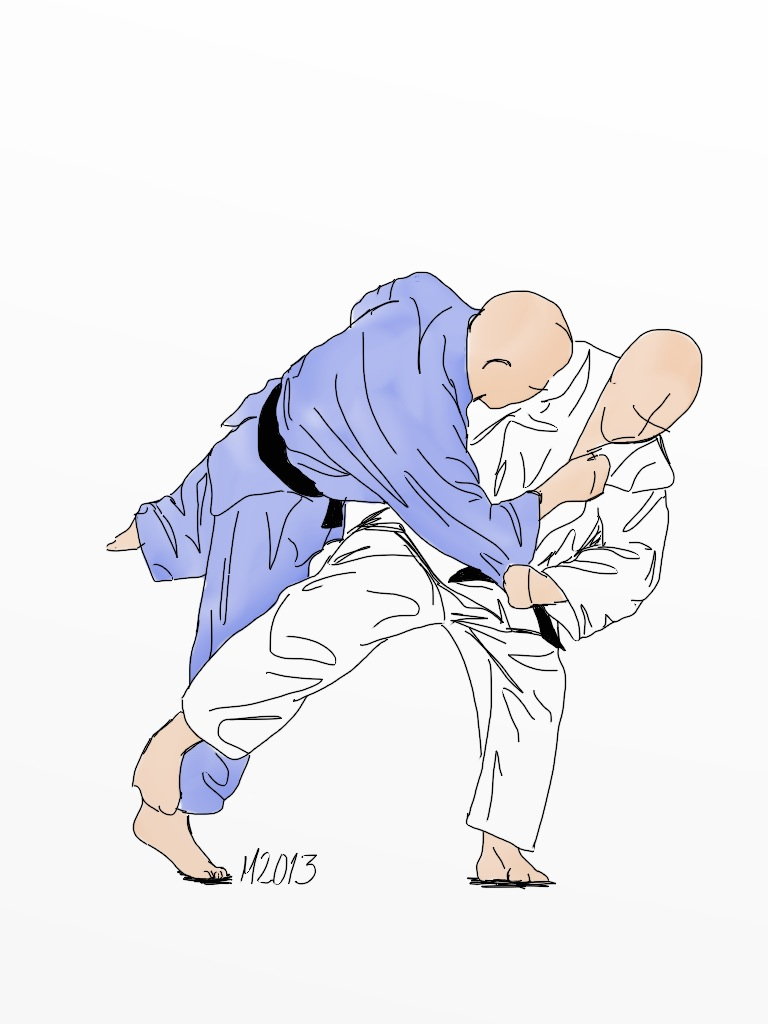

Ashi-Guruma (roue autour de la jambe, en japonais : 足車) est une technique de projection du judo. 
Ashi-Guruma est la 4e technique du 3e groupe du Gokyo. Ashi-Guruma fait partie des techniques de pieds et de jambes (Ashi-Waza).